# Árjabhata
Árjabhata (szanszkritul: आर्यभट,  kiejtése, IAST: Āryabhaṭa) vagy I. Árjabhata (i. sz. 476–550) az első nagy matematikus-csillagász volt az indiai matematika és az indiai csillagászat klasszikus korszakában (kb. i. sz. 5–13. század). Legfontosabb műve az Árjabhatíja, amely i. sz. 499-ben, a szerző 23 éves korában keletkezett. Másik, kevésbé hangsúlyos műve az Árjasziddhánta.

## Életrajz

### Név
Bár a tudóst gyakran tévesen "Árjabhatta" néven említik (az indiai nevekben gyakori "bhatta" végződés miatt), a neve helyesen Árjabhata: minden asztronómiai szöveg így hivatkozik nevére, beleértve Brahmagupta több mint száz ilyen hivatkozását. A név ezen formáját az is alátámasztja, hogy a téves "Árjabhatta" név nehezen illeszthető bármilyen versmértékre.

### Születési idő és hely
A szerző fő művében, az Árjabhatíjában kifejti, hogy az alkotás a Kali-juga 3630. évében keletkezett, amikor maga a szerző 23 éves volt. Ez a jugának megfelelően i. sz. 499 évszámmal vág össze, amiből így a szerző születési évére i. sz. 476 következtethető ki.
Árjabhata születési helye bizonytalan, de valószínűleg egy, az ókori szövegekből Asmaka (vagy páli nyelven asszaka) néven ismert indiai területhez kötődik, ami valószínűleg a jelenlegi Mahárástra vagy Dakka területét jelenti.

### Tanulmányok
Egészen biztos, hogy valamikor Kuszumapura városába ment magasabb szintű tanulmányok céljából. Mind a hindu és buddhista tradíciók – ahogyan I. Bhāszkara is i. sz. 629-ben – Kuszumapurát az akkori Pátaliputra városával azonosítja, ami a mai modern Patna környékére tehető. Az egyik forrás szerint Árjabhata az ottani csillagvizsgáló intézet vezetője (kulapati) volt, amikor Pátaliputra városának Nálandá Egyeteme rendelkezett egy csillagvizsgálóval, így igen valószínű, hogy Árjabhata egyben az egyetem vezetője is lehetett. Úgy tartják, hogy a nagy matematikus építette a mai Bihár megyében található Taregana faluban, a Nap-templomhoz tartozó obszervatóriumot.

### Egyéb feltevések
Egyes régészeti leletek azt az elméletet támasztják alá, hogy Árjabhata akár az ősi Tamilakam régió (a mai Kerala állam) központjából,
Thiruvanchikkulam (a modern Kodungallur) városából származhat. Például az egyik hipotézis szerint Asmaka (amely a szanszkritban "követ" jelent) azt a Tamilakam régiót takarhatta, amely ma Koṭuṅṅallūr régiójaként ismert egy korábbi Koṭum-Kal-l-ūr ("kemény kövek városa") kifejezés alapján, bár ókori feljegyzések azt mutatják, hogy a város neve valójában Koṭum-kol-ūr volt ("a szigorú kormányzás városa"). Az Árjabhatíja számos kommentárja a mai Kerala területéről származik, amely erősíti a feltevést, mi szerint Kerala, azaz Tamilakam volt a szerző életének és tevékenységének fő tere, de számos egyéb kommentár létezik ezen régión kívüli, egyéb indiai tájakról is.
Árjabhata számos helyen hivatkozik a "Lanká" névre, amely a Dél-India melletti Srí Lanka szigetre utalhatna, de az ő "Lankája" egy absztrakció kifejezése: ez egy, a mai Uddzsajiní városával megegyező hosszúsági pontú, az egyenlítőn található helyre vonatkozik.

## Munkássága
Árjabhata számos matematikai és asztronómiai témával foglalkozó mű szerzője, melyek legtöbbje elveszett.
Fő műve, az Árjabhatíja, egy a napjainkban is fennmaradt matematikai és asztronómiai gyűjtemény, melyre az indiai matematikai irodalom széleskörűen hivatkozik. A mű matematikai fejezete foglalkozik az aritmetika, algebra, síkgeometria és térgeometria különböző összefüggéseivel. Az Árjabhatíja szabályokat mutat be a lánctörtek, másodfokú egyenletek, különféle sorozatok világából, és ismerteti a szerző saját szinusz táblázatát.
Az Árjasziddhánta már sokkal inkább asztronómiai vonatkozású mű, melyet Árjabhata kortársától, Varáhamihirától és későbbi matematikusoktól illetve kommentárokból ismerhetünk, köztük a híres Brahmagupta és I. Bhászkara műveit. Az Árjasziddhánta láthatóan a korábbi Szúrjasziddhánta alapjaira épül és számos asztronómiai eszköz leírását tartalmazza: a gnómont (sankujantra), az "árnyék eszközt" (chájájantra), különféle szögmérő eszközöket (dhanurjantra, csakrajantra), egy henger alakú botot (jastijantra), egy esernyő alakú eszközt (csattrajantra) és legalább kétféle, íj- és henger alakú vízórát.
Egy harmadik alkotás is létezett, aminek jelenleg csak arab fordítása ismert, az Al ntf vagy Al-nanf. A mű leszögezi, hogy az Árjabhata egyik fordítása, de az eredeti mű szankszrit címe ismeretlen. A fordítás valószínűleg a 9. századból származik, amiről a perzsa tudós és indiai történetíró, Al-Bírúní is említést tett.

### Árjabhatíja
Árjabhata munkásságáról közvetlen adatok egyedül az Árjabhatíja alapján állnak rendelkezésre. Az "Árjabhatíja" elnevezés későbbi kommentátoroktól ered, a szerző valószínűleg nem adott volna ilyen nevet saját művének. I. Bhászkara "Asmakatantra" néven illeti, vagyis "Értékezés Asmakából". Továbbá egyes forrásokban Árjasataasta névvel (magyarul: Árjabhata 108-a) hivatkoznak rá abból adódóan, hogy a szöveg éppen 108 verset tartalmaz. Az indiai tudományos irodalomra jellemző szútra forma tömör jellege itt is megfigyelhető: minden egyes sor egy komplex szabály memorizálását célozza meg, ebből adódóan egy-egy vers gyakran csak a műhöz írt későbbi kommentátorok részletes magyarázatával érthető meg.
A szöveg 13 bevezető és 108 különböző témájú verset foglal magában, melyek 4 fő fejezet (páda) részeként kerülnek kifejtésre:
1. Gítikapáda (13 vers): nagy időegységek kifejtése (kalpa, mantavantara, juga), melyek kozmológiája eltér az olyan korábbi szövegekétől, mint pl. Lagadha Vedángadzsjótisa c. műve (kb. i. e. 1. sz.). Egy másik vers bemutat egy szinusz-táblázatot (dzsjá).
2. Ganitapáda (33 vers): területmérő eljárások (ksétravjávahára), számtani és mértani sorozatok, a gnómon és árnyék eszközök (sanku,csájá), másodfokú egyenletek, többismeretlenes egyenletrendszerek, diofantoszi egyenletek.
3. Kálakriyápáda (25 vers): különböző időegységek, egy módszer a bolygók helyzetének meghatározására adott napon,  7 napos hét definiálása a hét napjaival.
4. Gólapáda (50 vers)

Az Árjabhatíja versei számos innovációt prezentálnak a matematika és az asztronómia területén, így a mű évszázadokon keresztül komoly hatással bírt az említett tudományokra. A különleges tömör szöveg mondandóját részletesen megvilágítja I. Bhászkara az Árjabhatíjabhásja vagy röviden Bhásja (magyarul: kommentár) című kb. i. sz. 600 körüli munkájával és Nilkantha Szómajadzsi 1456-ban írt Árjabhatíjabhásja c. kommentárjával. Nem Árjabhata volt az első, aki meghatározta a Föld sugarát, de az ókori görögök mellett ő határozta meg először a Föld térfogatát.
Árjabhatíja című művében megadja a Naprendszer bolygóinak keringési idejét és távolságukat a Naptól, megelőzve ezzel a kopernikuszi elméletet. Árjabhata hitt abban, hogy a Föld forog, a csillagok pedig álló helyzetben vannak.

## Matematika

### Árjabahata számábrázolása
A helyi értékes rendszer, amely Indiában az i. sz. 5. században már biztosan használatban volt – ennek bizonyítása ellentmondásos – szemmel láthatóan jelen van ebben a műben is. Bár a nullára nem használt különálló jelet, a francia matematikus, Georges Ifrah úgy tartja, hogy a zéró ismerete implicit helyi értékként jelen van Árjabahata rendszerében S. Chrisomalis kanadai kutató Árjabhata számírását nem helyi értékesnek tekinti.
Árjabhata nem használta a bráhmi számjegyeketet. Saját számábrázolásában a szanszkrit hagyományt követve a szanszkrit ABC betűit használta a számjegyek jelölésére, mennyiségek kifejezésére, ahogy például az általa megalkotott szinusz táblázat elemeit egy könnyen megjegyezhető formában közli.

### Aπközelítése
Árjabhata kidolgozott egy közelítést a pí ({\displaystyle \pi }) értékére és valószínűleg arra a következtetésre jutott, hogy a {\displaystyle \pi } irracionális. A mű második fejezetében (Gaṇitapāda,10) így ír erről:

caturadhikam śatamaṣṭaguṇam dvāṣaṣṭistathā sahasrāṇām 

ayutadvayaviṣkambhasyāsanno vṛttapariṇāhaḥ

"Adj 100-hoz négyet, szorozd meg 8-cal, végül adj hozzá 62 000-et. Ez a módszer közelítőlegesen megadja egy 20 000 átmérőjű kör kerületét."
Ebből következik, hogy a kör kerületének és átmérőjének aránya állandó: ((4 + 100) × 8 + 62 000) / 20 000 = 62 832 / 20 000 = 3,1416, ami 4 helyi értéken pontos megközelítés.
Egyes nézetek szerint a szerző azért alkalmazza az āsanna kifejezést a közelítésre, hogy kiemelje: ez nemcsak egy közelítést jelent, hanem az érték megmérhetetlenségét (irracionális jellegét). Ha ez tényleg tudatosan így történt, valóban éleslátásra vall, mivel a {\displaystyle \pi } irracionalitását Európában csak 1761-ben bizonyította be Johann Heinrich Lambert.
Árjabhatát követően ez az eredmény a mű arabra fordításával Muhammad ibn Músza l-Hvárizmi algebrával foglalkozó könyvében (i. sz. 820 körül) is említésre kerül.

### Trigonometria
A (Gaṇitapāda,6) részben a szerző így definiálja a háromszög területét:
tribhujasya phalaśariraṃ samadalakoṭī bhujārdhasaṁvargaḥ
Egy háromszög területe egy oldal felének és [hozzá tartozó] magasságának szorzata.
Árjabhata tárgyalja a szinusz koncepcióját is (ardha-jyā), amely a szó szoros értelmében "fél-húrt" jelent. Idővel az egyszerűség kedvéért csak a jyā formulát használták. Ez később az arab fordításokban már csak mint jiba jelenik meg. A szerző saját szinusz-táblázatában az értékekhez kapcsolódó inkrementumok definiálására alfabetikus kódot alkalmaz. Ez alapján például a sin(30) értéke 1719/3438, ami megegyezik a 0,5 értékkel.